# Station Opole Wschodnie
Station Opole Wschodnie is een spoorwegstation in de Poolse plaats Opole.